# Bob Weir

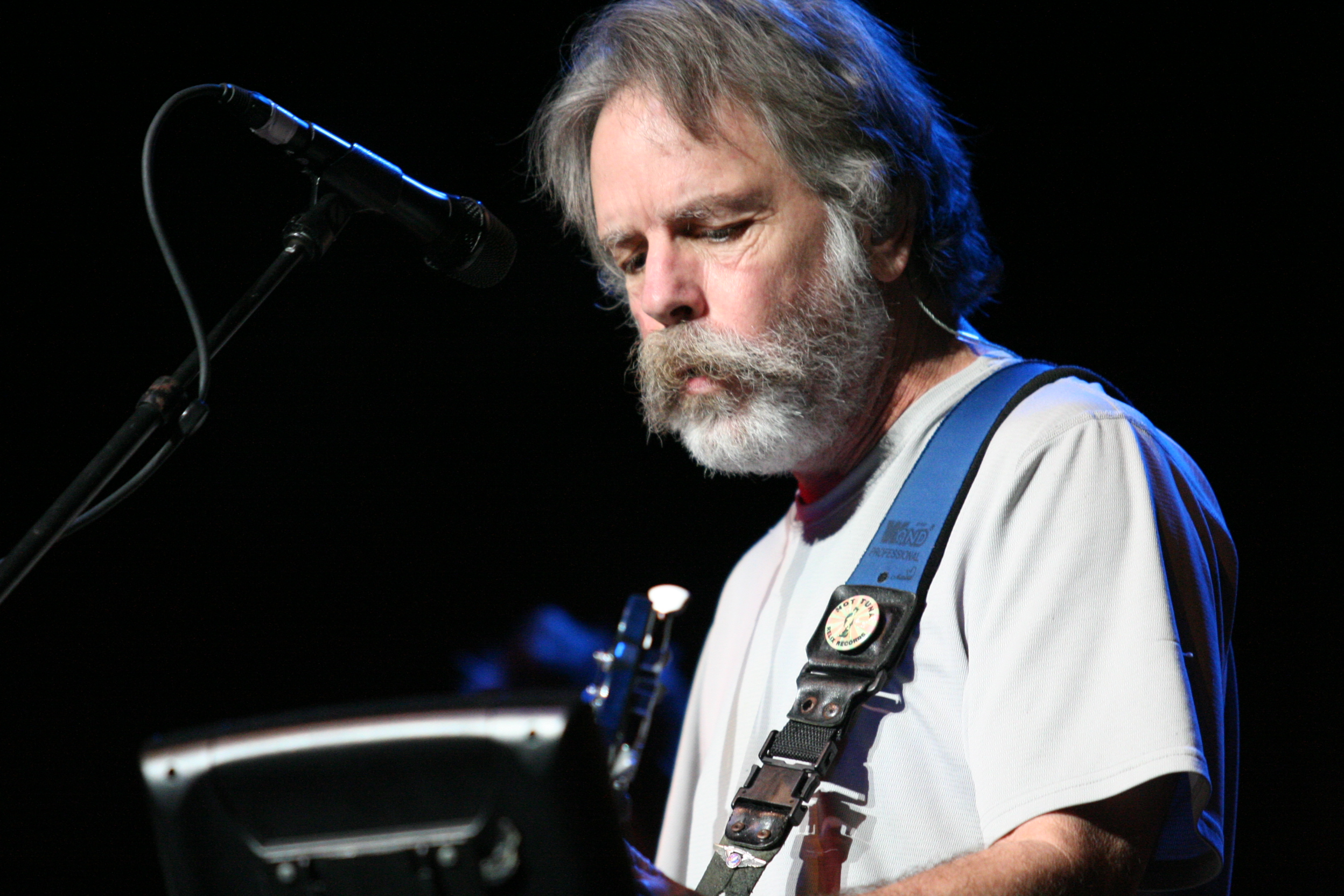
Bob Weir, 2007

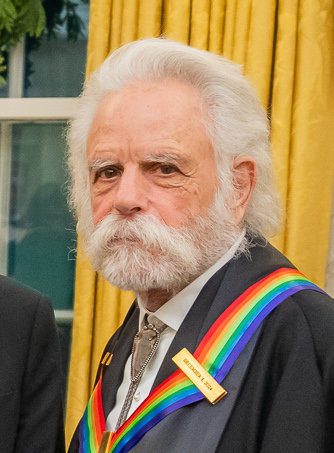
Bob Weir, 2024

Robert „Bob“ Hall Weir (* 16. Oktober 1947 in San Francisco, Kalifornien) ist ein US-amerikanischer Sänger und Gitarrist, bekannt als Gründungsmitglied der Rockband Grateful Dead.

## Biografie
Weir wuchs bei Adoptiveltern in Atherton in Kalifornien auf. Im Alter von 13 Jahren fing er an, Gitarre zu spielen. Im Jahr 1963 lernte er Jerry García kennen. Er war anschließend Mitglied der Band The Warlocks, aus der später die Grateful Dead hervorgingen, deren ständiges Mitglied er bis zu ihrer Auflösung 1995 nach dem Tode Jerry Garcías war. Neben dem Songschreiber-Duo Jerry García/Robert Hunter (Musik/Text) trug Weir mit dem Texter John Barlow wesentlich zum Repertoire der Grateful Dead bei. Wie Garcia übernahm er den Gesang seiner eigenen Lieder. Als Rhythmusgitarrist stand er gegenüber García, der die allermeisten Gitarrensoli spielte, eher im Hintergrund.
Zwischen 1974 und 1977 war er außerdem Mitglied von Kingfish.
Weir veröffentlichte eigene Alben unter seinem Namen (Ace, 1972), als Bobby & the Midnites und seit 1995 mit seiner eigenen Band Ratdog. Außerdem beteiligte er sich an Auftritten mit anderen früheren Grateful-Dead-Mitgliedern unter den Namen The Other Ones und The Dead. Er gründete 2009 zusammen mit dem Grateful-Dead-Bassisten Phil Lesh die Band Furthur. 2022 erschienen zwei neue Alben: Bobby Weir & Wolf Bros: Live In Colorado. Vol. 1 + 2.
Weir wurde 1994 als Mitglied der Grateful Dead in die Rock and Roll Hall of Fame aufgenommen. Die Rennfahrerin Leilani Münter ist seine Schwägerin.

## Auszeichnungen
Im April 2016 wurde Weir im Journal of Vertebrate Paleontology im Artepitheton der im Pliozän lebenden, fossilen Otterart Lontra weiri aus dem Hagerman Fossil Beds National Monument in Idaho gewürdigt.

### Grateful Dead

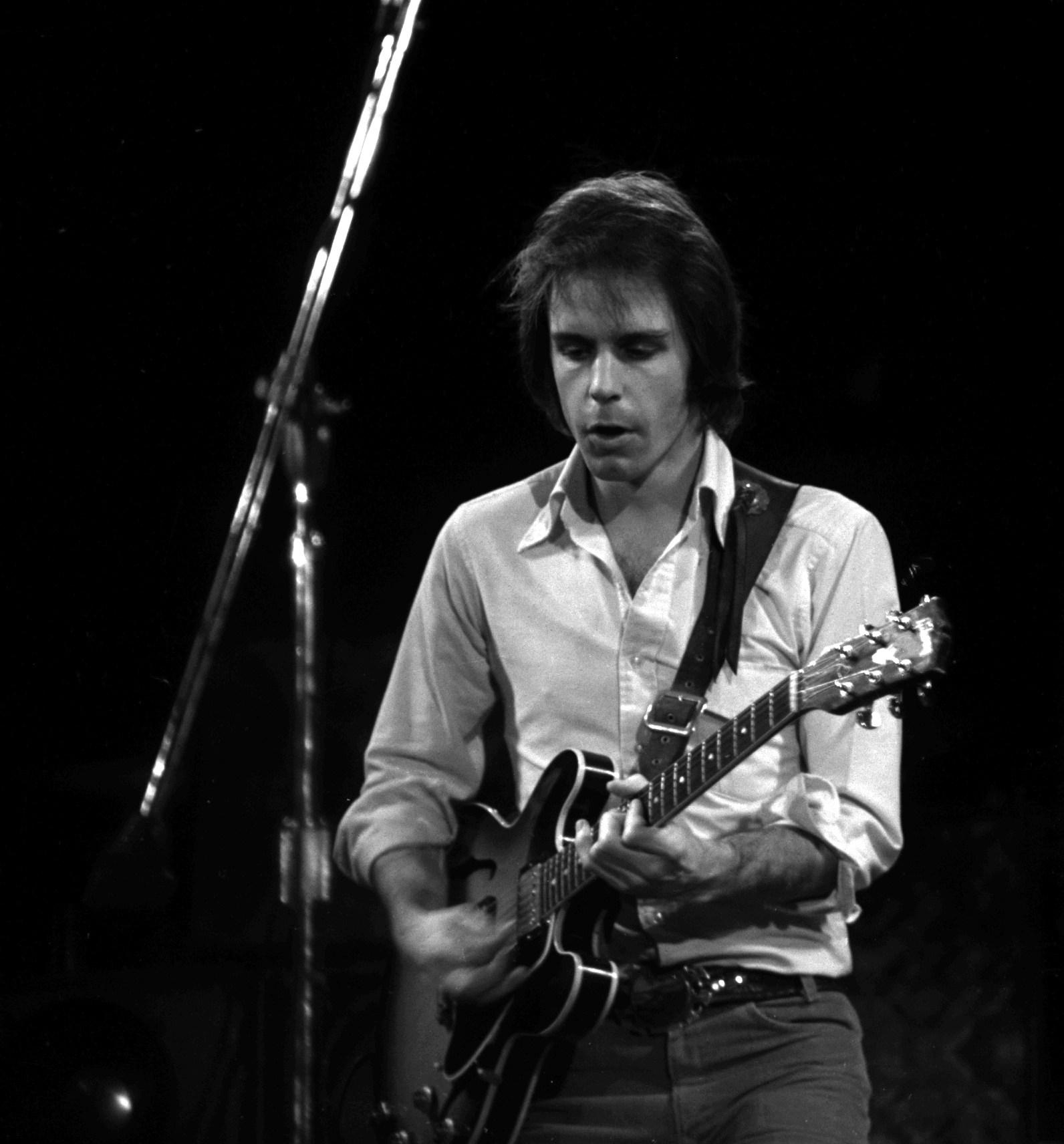
Bob Weir, 1975

## Diskografie

### Soloalben und diverse Bandprojekte
- Ace – Bob Weir (1972)
- Kingfish – Kingfish (1976)
- Live 'n' Kickin – Kingfish (1977)
- Heaven Help The Fool – Bob Weir (1978)
- Bobby and the Midnites – Bobby and the Midnites (1981)
- Where the Beat Meets the Street – Bobby and the Midnites (1984)
- Kingfish in Concert: King Biscuit Flower Hour – Kingfish (1996)
- Live – Bob Weir and Rob Wasserman (1998)
- Mother McCree’s Uptown Jug Champions – Mother McCree’s Uptown Jug Champions (1999)
- Evening Moods – Ratdog (2000)
- Live at Roseland – Ratdog (2001)
- Weir Here – The Best of Bob Weir – Kompilation aus Grateful Dead, Bob Weir, Kingfish, Ratdog, Bobby and the Midnites (2004)
- Fall 1989: The Long Island Sound – Jerry Garcia Band mit Bob Weir & Rob Wasserman (2013)
- Blue Mountain (2016)